# Rio Luís Alves
Rio Luís Alves är ett vattendrag i Brasilien.   Det ligger i delstaten Santa Catarina, i den södra delen av landet, 1 200 km söder om huvudstaden Brasília.
I omgivningarna runt Rio Luís Alves växer i huvudsak städsegrön lövskog. Runt Rio Luís Alves är det tätbefolkat, med 550 invånare per kvadratkilometer.